# Pierre-Louis (acteur)
Pour les articles homonymes, voir Pierre-Louis.
Pierre-Louis, pseudonyme de Pierre Amourdedieu, est un acteur, réalisateur et animateur de télévision français d'origine suisse, né le 14 juin 1917 au Mans, dans la Sarthe, et mort le 11 janvier 1987 à Massy (France).

## Biographie

### Les débuts dans le cinéma
Pierre-Louis commença très jeune à travailler dans le monde du spectacle. En 1930, Georg Wilhelm Pabst cherchait pour La Tragédie de la mine un adolescent très maigre capable de tenir le rôle d’un jeune mineur. Alors qu’il se préparait sans enthousiasme à une carrière commerciale, Pierre Amourdedieu passa l’audition et eut le rôle. Il déclarera plus tard : « Si je suis devenu comédien c’est parce qu’à douze ans j’étais très maigre ».
À partir de 1931, il sera acteur au cinéma dans de petits rôles allant de la figuration à des seconds rôles.

### Animateur à la télévision et réalisateur de films
En 1950, il se lancera avec son ami Guy Lux dans l'aventure de la télévision, et il intégrera l'ORTF en qualité d'animateur. Avec Guy Lux, Pierre Bellemare, et Pierre Tchernia, Pierre-Louis deviendra l'un des animateurs pionniers de la Télévision Française.
Pierre-Louis fut l'un des « complices » attitrés, avec Pierre Sainderichin, de toutes les émissions télévisées de Jean Nohain.
On le retrouve régulièrement dans les programmes de l'ORTF entre 1956 et 1975. Il s'est spécialisé dans les petits programmes à sketchs, où il jouait l'acteur, avec des chanteurs fantaisistes, ou de grands noms de la chanson à texte, comme Georges Brassens ou Jacques Brel.
Il a également animé, dans les années 1950, sur Télé Luxembourg, la Course aux étoiles qui a vu défiler les plus grandes vedettes de l'époque. Par la suite, il est apparu également dans des émissions de Guy Lux.
Il a contribué à faire connaître à la télévision le chanteur et acteur Boby Lapointe, en 1965, en le mettant notamment en scène dans un documentaire parodique où était évoqué son ancien métier d'installateur d'antennes de télévision. Pierre-Louis a travaillé aussi avec Jean-Christophe Averty.
Dans les années 1950, il a réalisé trois films pour le cinéma : La danseuse nue (1952), Mandat d'amener (1953) et Soyez les bienvenus (1953).

### La fin de carrière
Après 1975, il apparaît surtout au cinéma ou au théâtre de boulevard, mais il ne renonce pas pour autant à la télévision.
Malade, il se retire progressivement à partir de 1981, et sa mort, en janvier 1987, a donné lieu à une grande émotion chez les professionnels de la télévision.
Il est inhumé au cimetière parisien de Pantin, dans la 21e division.

## Filmographie

### Comme acteur

#### Cinéma
- 1931 : La Tragédie de la mine (Kameradschaft) de Georg-Wilhelm Pabst : Georges
- 1933 : Don Quichotte de Georg-Wilhelm Pabst
- 1934 : Au bout du monde de Gustav Ucicky et Henri Chomette : Pierre
- 1934 : Le Monstre de Jaquelux - court métrage
- 1934 : Vacances conjugales d'Edmond T. Gréville - court métrage
- 1934 : Une cliente pas sérieuse de René Gaveau - court métrage
- 1935 : Les Beaux Jours de Marc Allégret
- 1935 : La fille de madame Angot de Jean Bernard-Derosne - l'amoureux
- 1936 : Les Grands de Félix Gandéra
- 1936 : La Peur (ou Vertige d'un soir) de Victor Tourjansky
- 1936 : Hélène de Jean Benoit-Lévy et Marie Epstein
- 1937 : Double crime sur la ligne Maginot de Félix Gandéra
- 1937 : Salonique, nid d'espions de Georg Wilhelm Pabst : Un jeune homme au café
- 1937 : Abus de confiance d'Henri Decoin : Un garçon à la fête
- 1938 : Les Deux combinards : Un soldat
- 1938 : Le Drame de Shanghaï de Georg-Wilhelm Pabst
- 1939 : Le Héros de la Marne d'André Hugon : Quentin Lefrançois
- 1941 : Nous les gosses de Maurice Cloche - court métrage
- 1943 : Les Mystères de Paris de Jacques de Baroncelli : Francis
- 1945 : La Boîte aux rêves d'Yves Allégret et Jean Choux : Alain
- 1946 : Une femme coupée en morceaux d'Yvan Noé
- 1947 : Le Bataillon du ciel d'Alexandre Esway : Drobel - film tourné en deux époques
- 1947 : Contre-enquête de Jean Faurez
- 1947 : Bethsabée de Léonide Moguy : Le lieutenant Testard
- 1948 : La Dame d'onze heures de Jean Devaivre : Paul Wantz
- 1948 : L'Ombre d'André Berthomieu : L'inspecteur Roberge
- 1949 : Le Bal des pompiers d'André Berthomieu : Badin
- 1949 : Cinq tulipes rouges de Jean Stelli : Charolles
- 1949 : L'Inconnue n°13 de Jean-Paul Paulin : Pierrot
- 1950 : Nous avons tous fait la même chose de René Sti : Maître Stéphane Vigerie
- 1950 : Voyage à trois de Jean-Paul Paulin : Gilbert
- 1950 : Rendez-vous avec la chance d'Emile-Edwin Reinert : Gambier
- 1950 : Quai de Grenelle d'Emile-Edwin Reinert : Jacques Crioux, journaliste à Paris-Éclair
- 1950 : Mon ami le cambrioleur d'Henri Lepage : Camille
- 1951 : Trafic sur les dunes de Jean Gourguet : Pierre Lesquin
- 1951 : Folie douce de Jean-Paul Paulin : Arthur
- 1951 : Boîte de nuit de Alfred Rode : L'inspecteur Garnier
- 1951 : Moumou de René Jayet : Armand Chauvinet
- 1952 : Dupont Barbès ou Malou de Montmartre d'Henri Lepage
- 1952 : Fortuné de Marseille d'Henri Lepage et Pierre Méré : Gilbert de Voisy
- 1952 : La Danseuse nue de Pierre Louis : René Laporte - également scénariste
- 1953 : Soyez les bienvenus de Pierre Louis - également scénariste
- 1953 : Mandat d'amener (Monsieur le procureur) de Pierre Louis : Jacques Pertius
- 1953 : Tourbillon d'Alfred Rode : L'inspecteur Garnaud
- 1955 : Razzia sur la chnouf  d'Henri Decoin : Inspecteur Leroux
- 1957 : Le Feu aux poudres d'Henri Decoin : Fougeron
- 1957 : Cinq Millions comptant d'André Berthomieu : Le présentateur de l'émission
- 1957 : Tous peuvent me tuer d'Henri Decoin : Gaston Berlioux
- 1958 : Maigret tend un piège de Jean Delannoy : Rougin
- 1959 : Pourquoi viens-tu si tard ? d'Henri Decoin : Le président du tribunal
- 1959 : La Vache et le Prisonnier d'Henri Verneuil : Un évadé déguisé en officier allemand
- 1960 : Tendre et Violente Élisabeth d'Henri Decoin : Le père d'Élisabeth
- 1960 : Le Baron de l'écluse de Jean Delannoy : Georges, le barman du Normandy
- 1960 : La Française et l'Amour de Jean Delannoy : (segment L’Adolescence)
- 1961 : Un Martien à Paris de Jean-Daniel Daninos : Le reporter
- 1962 : Dossier 1413 d'Alfred Rode : Olivet
- 1965 : La Seconde Vérité de Christian-Jaque
- 1973 : Les Volets clos de Jean-Claude Brialy - sous réserve
- 1977 : Drôles de zèbres de Guy Lux : Le réceptionniste de l'hôtel

#### Télévision
- 1954 : Une enquête de l'inspecteur Grégoire (série TV) - 2 épisodes :
  - épisode : La Partie de cartes de Marcel Bluwal
  - épisode : Meurtre inutile de Roger Iglésis
- 1959 : Angélica... a... a, téléfilm de Lazare Iglesis
- 1962 : Quand on est deux (série télé) : Pilou Laborde
- 1962 : Le Temps des copains (série télé) de Robert Guez :  le présentateur de l’émission télévisée (ép. 75)
- 1967 : Au théâtre ce soir : Bon Appétit Monsieur de Gilbert Laporte, mise en scène Fred Pasquali, réalisation Pierre Sabbagh au Théâtre Marigny - Maurice

### Comme réalisateur
- 1952 : La Danseuse nue
- 1953 : Soyez les bienvenus
- 1953 : Mandat d'amener (Monsieur le procureur)

## Théâtre

### Comédien
- 1946 : Le Bal des pompiers de Jean Nohain, mise en scène Pierre-Louis, Théâtre des Célestins
- 1947 : L'amour vient en jouant de Jean Bernard-Luc, mise en scène Pierre-Louis, Théâtre Édouard VII
- 1949 : Nous avons tous fait la même chose de Jean de Letraz, Théâtre de la Potinière
- 1956 : Bon Appétit Monsieur de Gilbert Laporte, mise en scène Alfred Pasquali, Théâtre de l'Athénée

### Metteur en scène
- 1946 : Le Bal des pompiers de Jean Nohain, Théâtre des Célestins
- 1947 : L'amour vient en jouant de Jean Bernard-Luc, Théâtre Édouard VII

## Publications
- L'exception confirme la règle, Les Livres nouveaux, 1939 (BNF 32529494)
- Mes bonnes fréquentations : Claude Dauphin, Jean Nohain et les autres, Éditions France-Empire, 1983  (ISBN 2704802823 et 978-2704802821)